# 高體蜂翼三鰭䲁
高體蜂翼三鰭䲁（學名：Apopterygion alta），為條鰭魚綱䲁形目三鰭䲁科棘蜂翼三鰭䲁屬的一個種，分布於東印度洋澳洲塔斯馬尼亞北部至維多利亞州菲利普港灣，是澳洲南部巴斯海峽地區的特有種，深度5至80公尺，本魚體延長呈圓柱狀，頸部無皮瓣，體被櫛鱗，前側線列有22-26個有孔鱗片，側面有黃色和紅色的小斑點，形成六條彩色條紋，頭頂有紅色、黃色和藍色的小斑點，鰭上有白色斑點，背鰭分成三部分，背鰭硬棘16-17枚、背鰭軟條10-12枚、臀鰭硬棘2枚、臀鰭軟條19-22枚，體長可達4.5公分，棲息在近岸礁石區，雌魚產附著性卵在藻類築的巢，雄魚會守護卵，幼魚為浮游性，雜食性，主要以藻類及小型之無脊椎動物為食，生活習性不明。